# Zalesie (powiat sierpecki)
Zalesie – wieś w Polsce położona w województwie mazowieckim, w powiecie sierpeckim, w gminie Zawidz. Ma status sołectwa.
Zalesie sąsiaduje z miejscowościami Komorowo, Młotkowo-Kolonia, Młotkowo-Wieś, Skoczkowo, Wola Grąbiecka, Żytowo.
Prywatna wieś szlachecka położona była w drugiej połowie XVI wieku w powiecie sierpeckim województwa płockiego. W latach 1975–1998 miejscowość należała administracyjnie do województwa płockiego.